# Порфіріон
У грецькій міфології Порфіріон (давньогрецька: Πορφυρίων) був одним із Гігантів (Велетнів), які, згідно з Гесіодом, були нащадками Геї, народженими від крові, що впала, коли Уран (Небо) був кастрований їхнім сином Кроносом. У деяких інших версіях міфу Гіганти народилися від Геї та Тартара.